# Phrynobatrachus petropedetoides
Phrynobatrachus petropedetoides är en groddjursart som beskrevs av Ahl 1924. Phrynobatrachus petropedetoides ingår i släktet Phrynobatrachus och familjen Phrynobatrachidae. Inga underarter finns listade i Catalogue of Life.